# Girl/Ora siamo qui
Girl/Ora siamo qui è il settantasettesimo singolo 45 giri di Peppino di Capri

## Il disco
La prima canzone e una cover in italiano del celeberrimo brano dei Beatles. Di Capri aveva infatti fatto da apripista all'unico tour italiano del quartetto britannico durante l'estate 1965. Essendo la sua etichetta la Carisch legata da cavilli contrattuali alla Parlophone il cantante caprese poté così concedersi l'opportunità di incidere Girl. Il suo chitarrista Mario Cenci la tradusse in italiano.
In seguito il brano fu riutilizzato come videoclip in bianco e nero nel film televisivo Totò a Napoli nella serie Tutto Totò. Questo è di fatto l'ultimo videoclip del cantante con i suoi Rockers della prima formazione.
Anche il secondo brano e una cover di un brano inglese di successo. E la traduzione di Here it comes again dei Fortunes, incisa nello stesso periodo anche da Rita Pavone con il titolo Qui ritornerà.
La copertina raffigura tre scatti di una modella. Il primo brano verrà alcuni mesi dopo incluso nell'album che prenderà il titolo della canzone (che è anche l'ultimo per il cantautore campano pubblicato per la Carisch).

## Tracce
Lato A
- Girl (testo originale di Paul McCartney, musica di John Lennon, testo italiano di Mario Cenci)

Lato B
- Ora siamo qui (testo originale di Barry Mason, musica di Les Reed, testo italiano di Rinaldo Prandoni)

## Formazione
- Peppino di Capri - voce, pianoforte
- Mario Cenci - chitarra, cori
- Ettore Falconieri - batteria, percussioni
- Pino Amenta - basso, cori
- Gabriele Varano - sassofono, cori